# För dagens krav och handens kraft
För dagens krav och handens kraft är en psalm med text skriven 1961 av Birgit Karlsson med musik skriven 1964 av David Rondin. Texten och musiken bearbetades 1986.

## Publicerad i
- Psalmer och Sånger 1987 som nr 674 under rubriken "Att leva av tro - Efterföljd - helgelse".[1]